# Doug Liman
Doug Liman (24 de julio de 1965) es un director y productor de cine estadounidense. Es conocido por haber dirigido las películas Swingers (1996), Viviendo sin límites (1999), The Bourne Identity (2002), Sr. y Sra. Smith (2005), Edge of Tomorrow (2014) y American Made (2017).

## Biografía

### Infancia
Liman comenzó a hacer cortos cuando aún estaba en la secundaria. Cursó estudios en la Universidad de Brown y asistió al programa de postgrado en la Universidad del Sur de California, donde fue explotado frente a su primer proyecto en 1993, el thriller cómico Cuerpo estudiantil.

### Carrera profesional
Liman debutó como director con la comedia dramática Swingers (1996), protagonizada por Jon Favreau y Vince Vaughn. Swingers se volvió un modesto éxito en la taquilla, recaudando más de cuatro millones y medio de dólares, con un presupuesto de 200 500 dólares, y se transaformó en una película de culto.  En 1999, estrenó Viviendo sin límites, que recaudó  28,4 millones de dólares en todo el mundo para un presupuesto de 6,5 millones.
Tuvo un mayor éxito comercial en su thriller de acción The Bourne Identity de 2002, una adaptación de la novela de Robert Ludlum. Colaboró además como productor en las últimas sagas, The Bourne Supremacy de 2004 y The Bourne Ultimatum de 2007, dirigidas por Paul Greengrass.
También dirigió Sr. y Sra. Smith (2005), sobre una pareja de asesinos cada vez más lejos del matrimonio, contratados para matarse el uno al otro. La cinta está protagonizada por Brad Pitt y Angelina Jolie.
Dirigió asimismo Jumper (2008), adaptada de la novela de Steven Gould, sobre un muchacho que descubre que tiene la habilidad de teletransportarse de un lugar a otro.
En 2010, estrenó Fair Game, protagonizada por Naomi Watts y Sean Penn.
En 2014, estrenó la película de ciencia ficción y acción Edge of Tomorrow basada en All You Need Is Kill, de Hiroshi Sakurazaka, sobre un oficial sin experiencia en combate (Tom Cruise) que lucha contra una especie alienígena al mismo tiempo que se ve atrapado en un bucle temporal. La película fue aclamada por la crítica y se convirtió en un éxito de taquilla.

## Filmografía

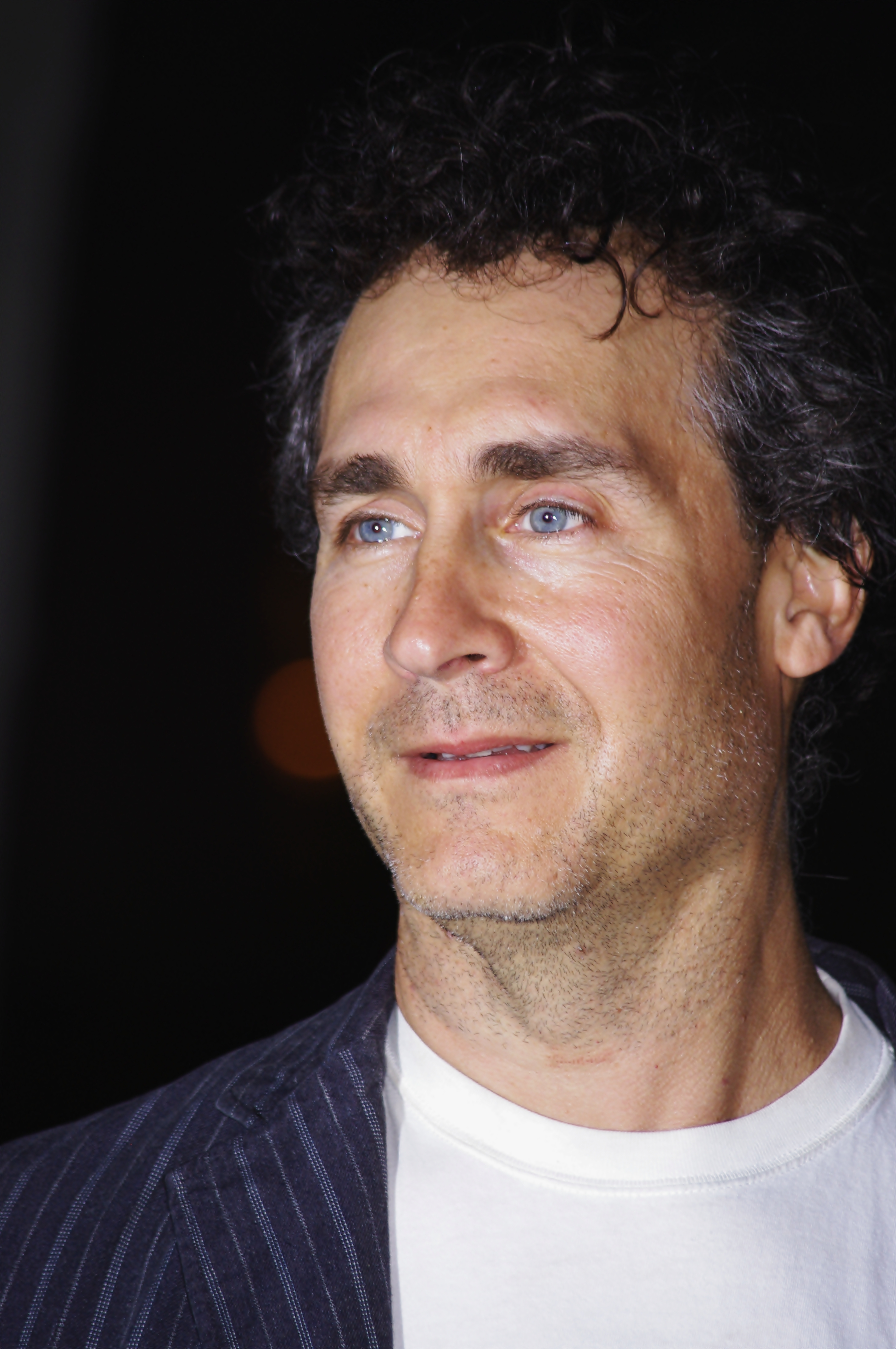
Doug Liman en 2011

### Director
| Película             | Año  |
| -------------------- | ---- |
| Getting In           | 1994 |
| Swingers             | 1996 |
| Viviendo sin límites | 1999 |
| The Bourne Identity  | 2002 |
| Sr. y Sra. Smith     | 2005 |
| Jumper               | 2008 |
| Fair Game            | 2010 |
| Edge of Tomorrow     | 2014 |
| The Wall             | 2017 |
| American Made        | 2017 |
| Locked Down          | 2021 |
| Chaos Walking        | 2021 |
| Road House           | 2024 |
| The Instigators      | 2024 |